# 알렉상드르 드 로드
알렉상드르 드 로드(프랑스어: Alexandre de Rhodes 베트남식 이름: 알릭선닥로(ALịchSơnĐắcLộ) 1591년 12월 15일 -1660년 11월 13일)는 프랑스 아비뇽 출신의 예수회 선교사이다. 베트남 선교에 주력했으며, 현재 베트남에서 공식적으로 사용하는 로마자 기반의 베트남어의 표기체계인 《꾸옥응으》(Quốc Ngữ, 國語)를 고안한 인물이다.

## 생애

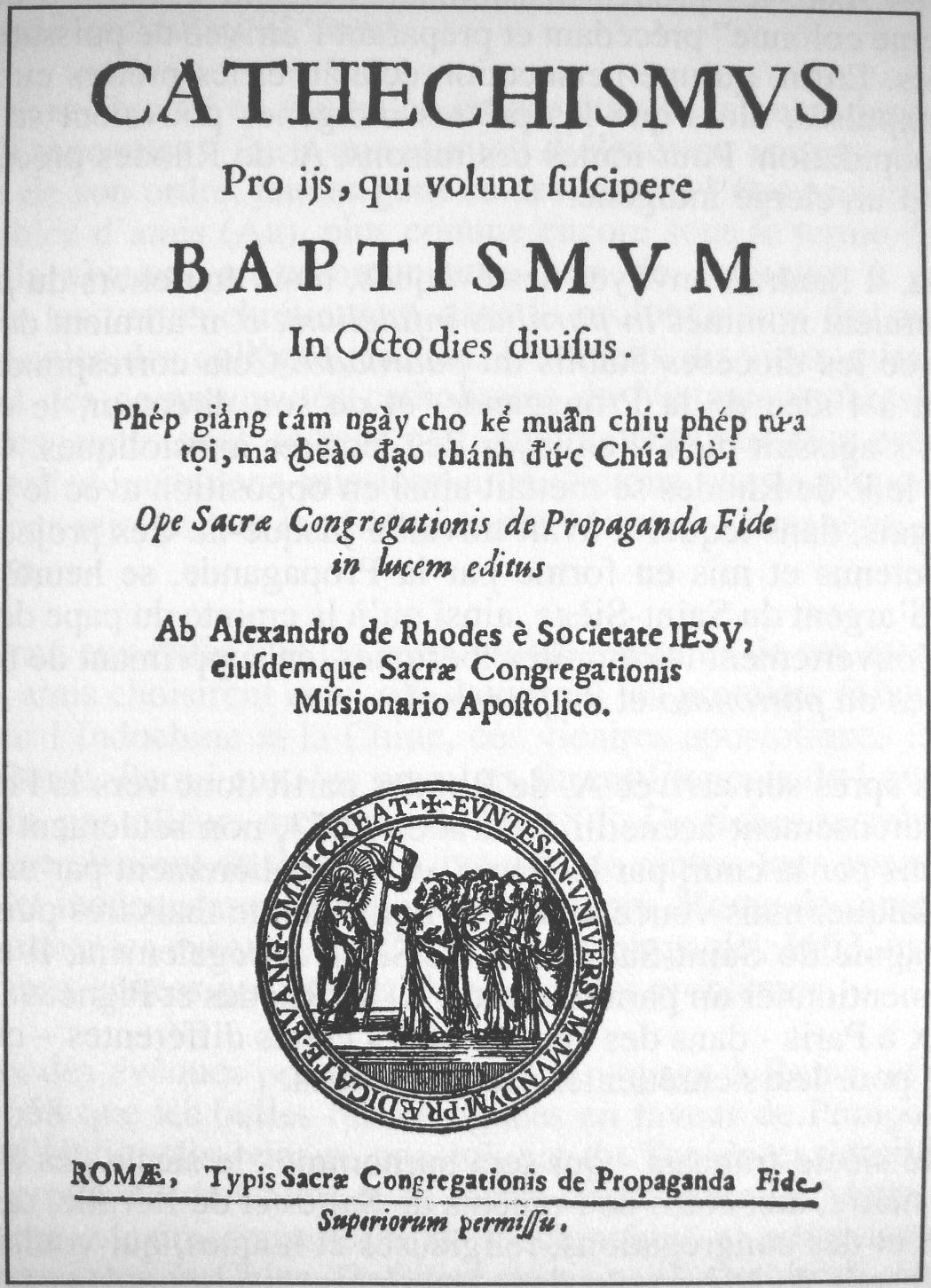
라틴-베트남어 catechism, 악렉상드르 드 로드

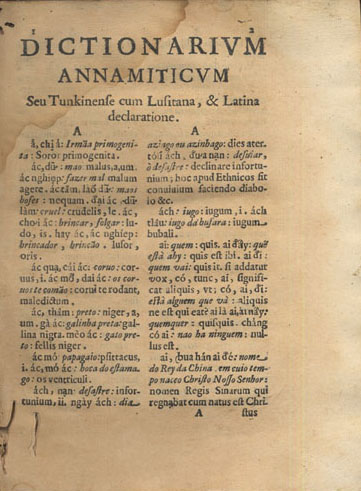
Dictionarium Annamiticum Lusitanum et Latinum, 1651년 알렉상드르 드 로드

1591년 프랑스 아비뇽에서 태어나 1612년 기독교에 입문하여 예수회 소속 사제가 되었고, 1619년 로마 가톨릭교회의 선교사로서 인도차이나에 부임한다. 베트남에 대한 선교활동은 1615년에 시작되었는데, 1620년 하노이에 부임한 그는 10년 동안 베트남 왕궁에서 일하면서 베트남어와 베트남의 문화를 익혔다.
이때, 포르투갈어-라틴어-베트남어 사전을 편찬하는 등, 학술적 업적을 남기기도 하였다. 또,《베트남어의 로마자 표기법》을 고안했는데, 이 체계가 후에 베트남의 정식표기체계인 《꾸옥응으》(國語)문자로 연결된다.
1624년에는 그는 코친차이나에서 시작된 동인도 제도로 파견되었으며, 1627년에는 베트남 통킹 등을 여행하며, 그곳에서 1630년까지 머물렀다. 1630년부터 베트남에서 로마 가톨릭교회 신앙을 금지하고 박해를 시작하였으므로, 베트남을 떠나 마카오에서 10년 동안 지낸 후, 응우옌주의 지배하에 있던 베트남 남부에 다시 입국하여 후에에서 선교를 시작한다.
그러나, 정세불안이 이어져 1649년에는 로마로 돌아오게 된다. 그는 베트남으로 다시 가기를 희망하였으나, 그 바람과 달리 1660년에는 페르시아로 파견되었으며, 이스파한에서 향년 69세로 생을 마감하였다.
1943년 프랑스령 인도차이나에서는 알렉상드르 드 로드를 기념하는 30센트 기념우표를 발행했다. 2001년 베트남 예술가인 응우옌 딘 당은 알렉상드르 드 로드와 응우옌 반 빈을 존경하는 의미로 그림을 만들었다.

## 저서
그는 생전에 베트남에 대한 여러 개의 책을 썼는데 다음과 같다.
- Histoire du royaume de Tunquin, (통킹 왕국의 역사) 로마에서 출간, 1650년
- Dictionarium Annamiticum Lusitanum et Latinum (베트남어 - 라틴어 - 포르투갈어 사전), 1651년, 로마
- Rhodes of Viet Nam: The Travels and Missions of Father Alexander de Rhodes in China and Other Kingdoms of the Orient (1966년 영어 번역).
- Tunchinensis historiæ libri duo (1652] 출간)
- La glorieuse mort d'André, Catéchiste (1653년 출간)
- Catechismus (1658년 출간).

## 같이 보기
- 베트남어